# Jeremy Blackburn
Jeremy Blackburn ist ein ehemaliger kanadischer Skispringer.

## Werdegang
Blackburn, der für den Oshawa Ski Club startete, gab sein internationales Debüt am 1. Dezember 1991 im Rahmen des Skisprung-Weltcups in Thunder Bay. Bereits 1990 wurde er in das Junioren-Nationalteam aufgenommen. Mit Rang 63 blieb er jedoch weit hinter der Weltspitze zurück. Auch ein Jahr später beim Weltcup in Ruhpolding blieb er als 49. ohne Punkterfolg.
Bei der Nordischen Skiweltmeisterschaft 1993 im schwedischen Falun sprang Blackburn von der Normalschanze auf Platz 54 und von der Großschanze auf Rang 63. Zur Saison 1993/94 gehörte Blackburn zum Kader im Skisprung-Continental-Cup. In seiner ersten Saison erreichte er dabei mit 90 Punkten Rang 82.
Ein Jahr nach der Weltmeisterschaft startete er bei der Skiflug-Weltmeisterschaft 1994 in Planica, die zudem als Skiflug-Weltcup gewertet wurde. Am Ende flog er auf einen guten 43. Platz.
Nachdem er im März 1994 in Thunder Bay noch einmal bei drei Weltcups antrat, dabei jedoch erneut ohne Punkte blieb, startete er im März 1995 noch einmal bei der Nordischen Skiweltmeisterschaft auf gleicher Schanze. Nachdem er sich mit Platz 52 nicht durchsetzen konnte und auch im Continental Cup mit 30 Punkten nur Rang 127 in der Gesamtwertung der Saison 1994/95 belegte, beendete er seine aktive Laufbahn.
Nach dem Ende seiner Karriere arbeitete er in seinem Heimatverein als Trainer. 2011 wurde er für seine sportlichen Leistungen in die Clarington Sports Hall of Fame aufgenommen.

## Erfolge

### Continental-Cup-Platzierungen
| Saison  | Platz | Punkte |
| ------- | ----- | ------ |
| 1993/94 | 082.  | 90     |
| 1994/95 | 127.  | 30     |